# De Mellis
de Mellis, auch Mele, de Mellis Caratello bzw. Caratelli, ist der Name eines italienischen Patriziergeschlechts, das aus Latium stammt. Die Familie zählt zu den notablen und ältesten nachweisbaren Familien der Stadt Montefortino, heute Artena bei Velletri/Rom.

## Geschichte
In einem Bericht des montefortinischen Historikers, Notars und Literaten Stefano Serangeli (1654–1730) aus dem Jahre 1708 findet sich erstmals eine vollständige Würdigung der Familie de Mellis. In seinem „Selva Genealogica“ (1708) führt er die Familie wie folgt ein:
„Fra le piu antiche Famiglie di Montefortino ho ritrovato, che questa de Meli non cede a nesun' altra, massime' per la ricchezza, che uno di essi ha goduto, come al suo luogo si dirà, e per le parentele havute con famiglie cosricue”. „Unter den ältesten Familien Montefortinos, welche ich zurückverfolgt habe, wird jene der Meli von keiner anderen übertroffen, vor allem wegen des Reichtums, den einer von ihnen genoss […] und wegen der Verbindungen zu ähnlichen Familien“.
Eine erste urkundliche Erwähnung, datiert in das Jahr 1486, nennt die beiden Söhnen des Mastro Nicola de Mellis aus Montefortino (heute Artena), welcher Mitte des 15. Jahrhunderts die ununterbrochene Stammreihe begründete. Die Mele zählen zu einer der ältesten Familien Montefortinos, welche noch vor den späteren, mehrfachen Zerstörungen der Stadt in den Kriegen mit dem Kirchenstaat erwähnt wurde. 1475 überfielen die Truppen von Karl VIII die Stadt auf ihrem Weg nach Neapel, woraufhin es zu einem Machtwechsel kam, bei dem die Grafen von Segni die Stadt an die Familie Colonna abtreten mussten. Die Treue der Montefortiner zur antipäpstlichen Familie Colonna hatte drei größere Zerstörungen der Stadt zur Folge, 1526 (Clemens VII.), 1543 (Paul III.) und 1557 unter Paul IV. Die beiden Söhne des Mastro Nicola de Mellis begründeten zu jener Zeit jeweils zwei Linien der Familie, Giacobuzio jene Linie, die bis heute als Zweig Mele fortbesteht und Giovanni Tartaglia jene Linie, die seit Giovanni Battista (* um 1630) den Zusatz Carratello führte und sich bis heute als Zweig Caratelli ununterbrochen erhalten hat. Im 16. Jahrhundert sind sowohl das Notariat der Stadt als auch wichtige Funktionen im Klerus nachweisbar (u. a. Don Tiberio Mele, † 1591). Zudem weist das 16. Jahrhundert bereits immense Vermögenswerte der Familie aus, was den Schluss nahelegt, dass sich die hohen Funktionen wie Ratsherren, Contestabile, Priester und Großgrundbesitzer sukzessive bis dahin aufgebaut haben. Unter anderem mit der Ernennungsurkunde des Prinzen Ascanio Massimo (1595) sind diese dann auch urkundlich belegt.

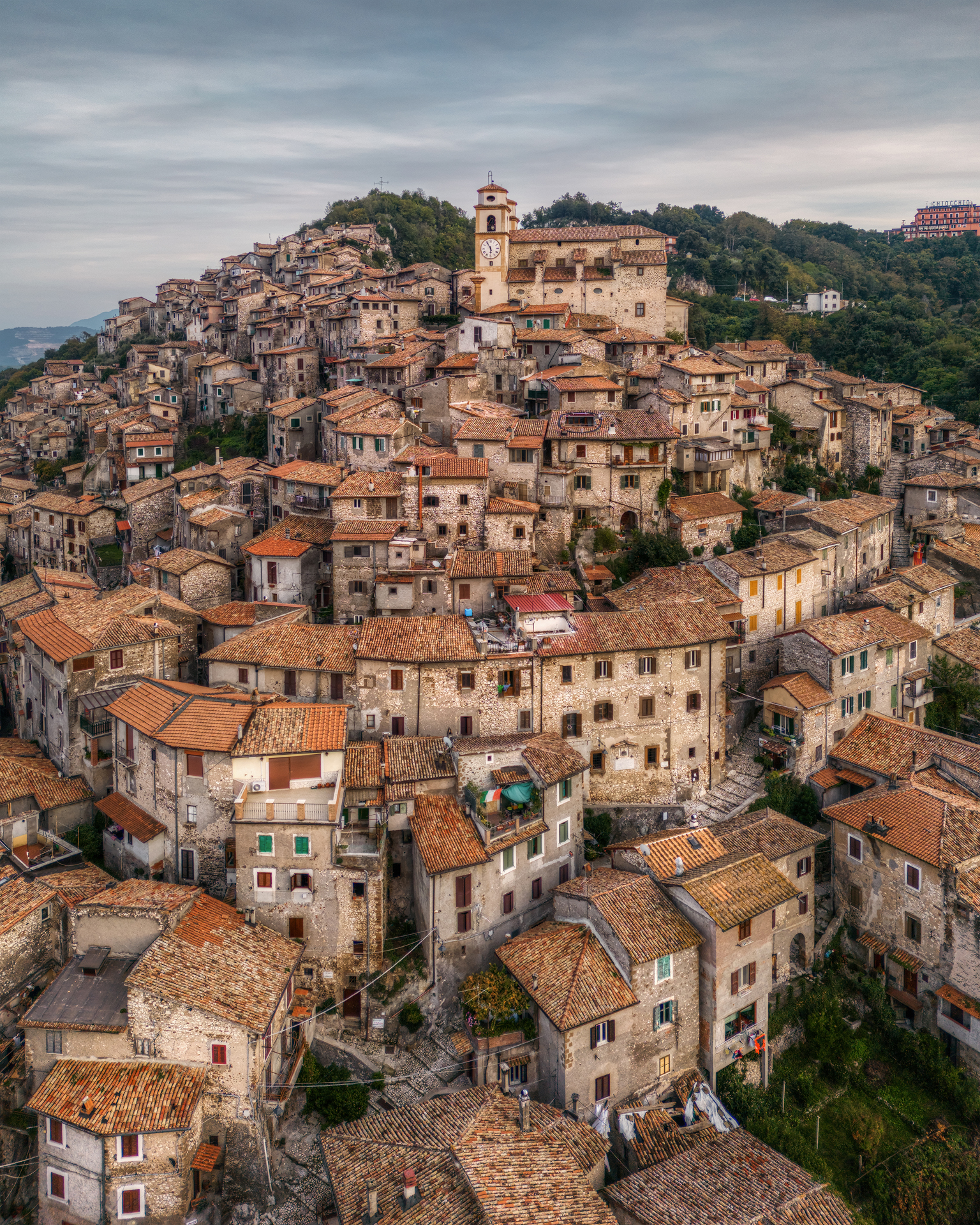
Historische Altstadt von Artena (Montefortino)

Ende des 16. und zu Beginn des 17. Jahrhunderts zählten die Mele zur wichtigsten und einflussreichsten Familie des historischen Montefortino, besetzten wichtige Ämter im Rat der Stadt und erlangten u. a. mit Claudio Antonio Mele (Kanoniker und Ratsherr, † um 1610) großen Reichtum. Zu den Besitztümern der Mele gehörten Landwirtschaft und Weinberge von etwa 10 Hektar Land sowie mehrere Häuser, welche von 24 Dienern unterhalten wurden. Darüber hinaus pachtete Claudio Mele bis zu seinem Tod die Abtei von Grottaferrata unter der Gunst von Kardinal Odoardo Farnese und erwarb weitere Ländereien bei Rocca Massima. Die Familie Mele genoss daneben gute Beziehungen zur Familie Colonna, so fungierte R.D. Giovanni Antonio Mele († um 1620) als Camerario (Schatzmeister) des Prinzen Carlo Massimo, Claudio Antonio Mele († um 1610) gehörte als Consiliaris (Ratsherr) der Stadtverwaltung an, ebenso wie Serafino Mele (als Contestabile) und weitere Vertreter der Familie, wie aus der Urkunde zur feierlichen Verkündigung des Antritts des Prinzen Ascanio Massimo im Jahre 1595 hervorgeht, welche von Ratsmitglied Evangelista Mele († 1604) geleitet wurde.

Über Claudio Mele hält Chronist Stefano Serangeli 1708 fest:
„Huomo il più facultoso che sia stato nella patria […]. Tenne in affitto I’Abbazia di Grottaferrata pagando annualmente circa dodicimila scudi, oltre le spese de Garzoni, in numero 24. per l’abitazione de‘ quali possedeva la casa […] quale era la maggiore di tutte le altre di detta Terra” – („der reichste Mann, der je im Lande lebte […] er mietete die Abtei von Grottaferrata und zahlte dafür jährlich circa zwöltausend scudi, hinzu kamen die Aufwendungen für Diener, 24 an der Zahl, für sein Haus […] welches das größte der ganzen Stadt war).

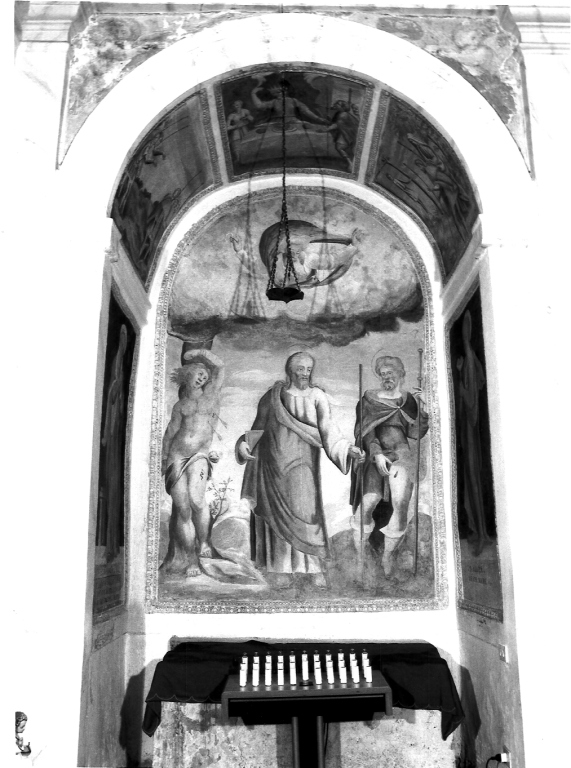
Kapelle de Mellis in der Chiesa S.s. Rosario (1590)
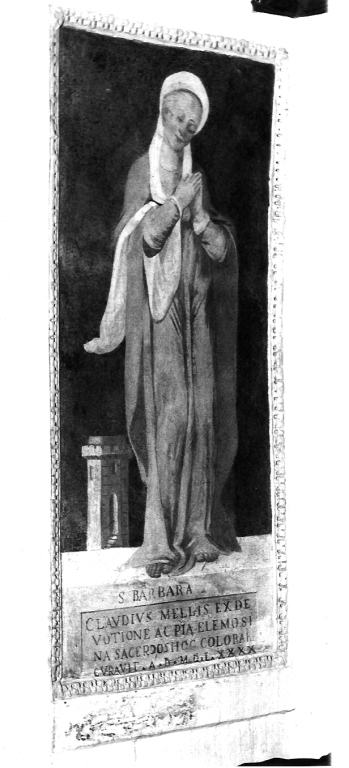
Heilige Barbara (Kapelle de Mellis) 1590
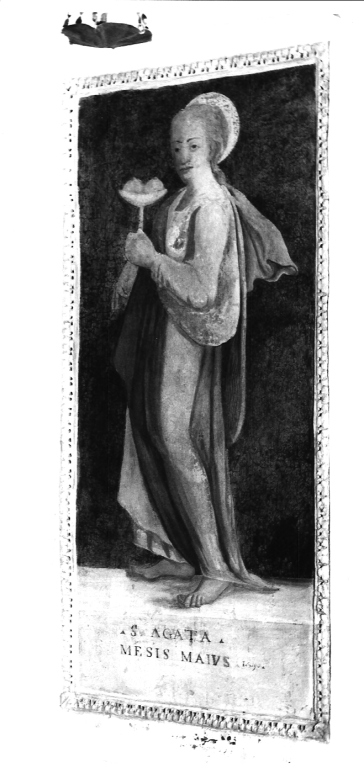
Heilige Agata (Kapelle de Mellis) 1590
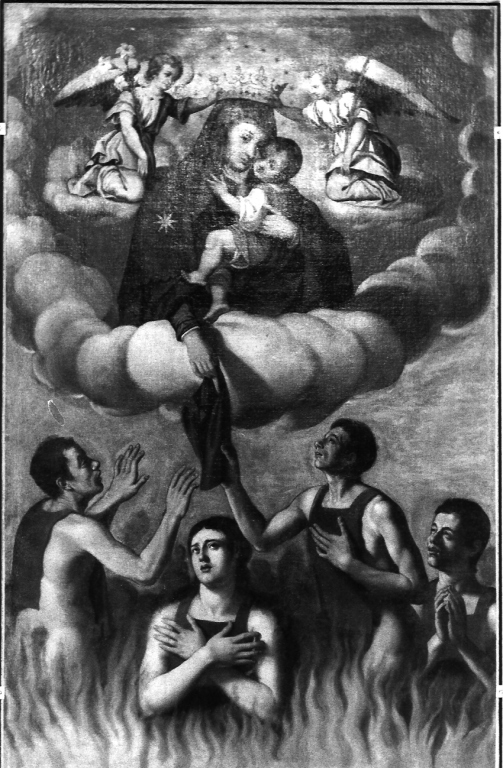
Altar de Mellis in der Chiesa S.s. Rosario (1603)
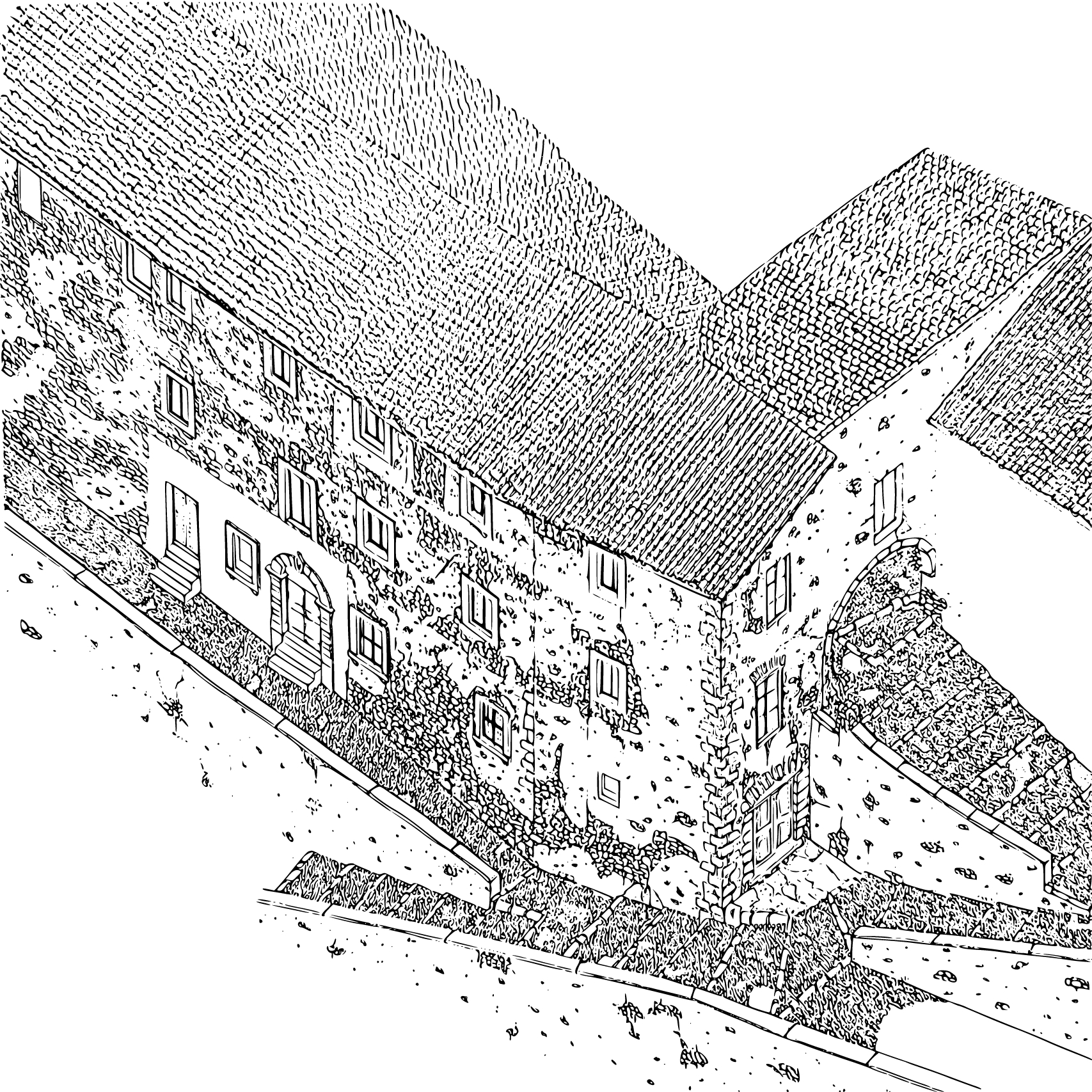
Palazzo de Mellis (Montefortino), erbaut zwischen 1560-1578, heute Palazzo Serangeli
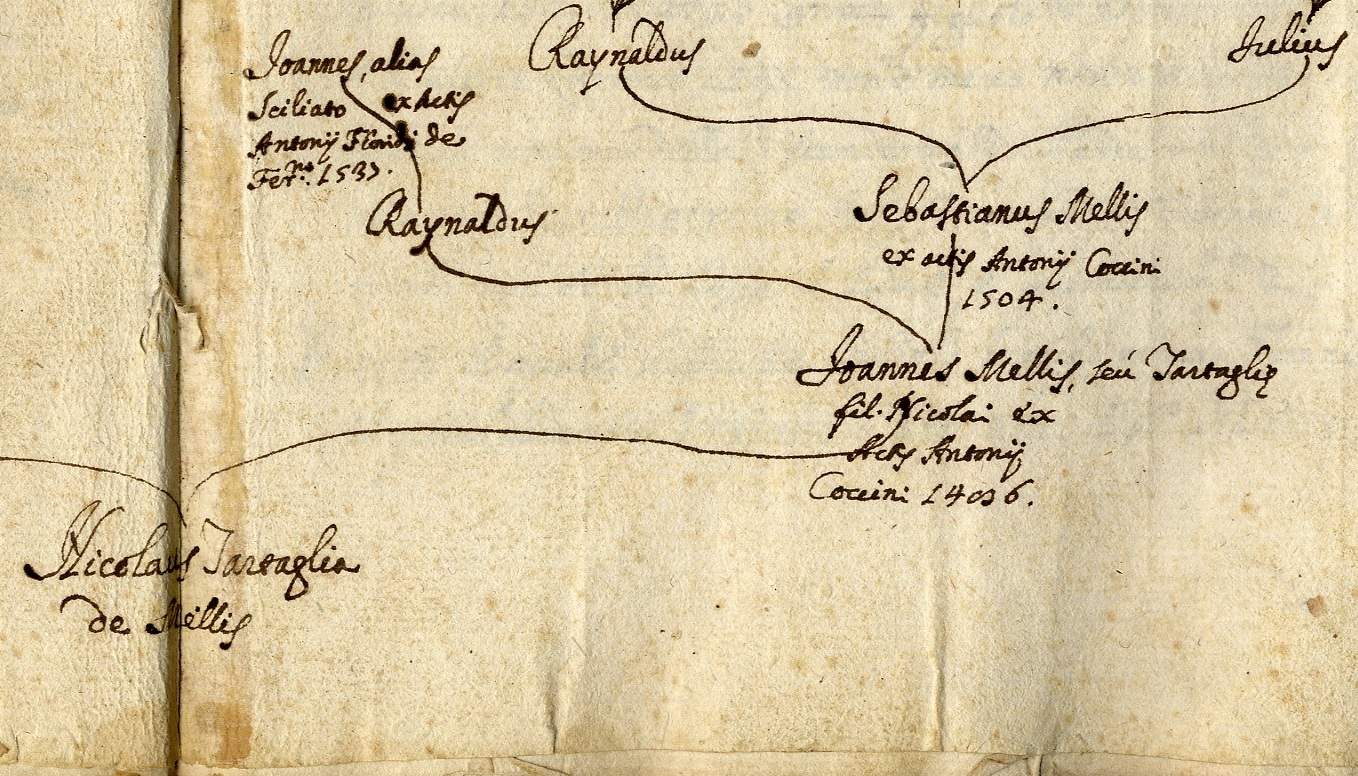
Frühe Stammtafel der de Mellis (Ausschnitt Zweig Caratelli), aus dem Manuskript „Selva genealogica“ von Stefano Serangeli aus dem Jahr 1708.

Ende des 16. Jahrhunderts haben die Mele verschiedene Kirchenaltare- und Dekorationen in den Kirchen von Montefortino gestiftet, ausgeführt von Orazio Zecca († 1622) und Orazio Guerra, welche teilweise im Zweiten Weltkrieg zerstört wurden. Erhalten hat sich bis heute die 1590 gestiftete, kunstvolle Kapelle in der Kirche Santissimo Rosario (Artena) sowie der Familienaltar der Familie Mele. Die Stuckarbeiten am Fuß des 1603 von Evangelista Mele gestifteten Altars stellen Blüten und Bienen dar, eine klare Anspielung auf den Familiennamen des Stifters, der sich vom Wortstamm „Honig“ (ital. Miele) ableitet. Diese Motivik wird auch in den frühesten, erhaltenen Siegeln der Mele (1774 und 1785, Archivio Notarile Montefortino) aufgegriffen (Blüte/Baum und Bienen). Claudio Mele hinterließ keine männlichen Nachkommen, seine Töchter verheiratete er mit Edelleuten aus den angrenzenden Landen, eine davon mit dem montefortinischen Statthalter des Prinzen Marcantonio Borghese (1601–1658). Der Ehe seiner Tochter Girolama Mele entstammt Cavaliere Giovanni Battista Fonti (Cavalliere dello speron d'oro) sowie Margherita Fonti, welche den römischen Komponisten Carlo Allegri heiratete. Die Zugehörigkeit zum Klerus blieb auch in den folgenden Generationen der Familie ein wichtiges Merkmal. So gehörten dem Kapitel der Chiesa Santa Maria im Jahre 1731 u. a. an: Don Evangelista Mele (curato) sowie dessen Bruder Don Luigi Mele (canonico).
Giovanni Mele tat sich zu Beginn des neuen Jahrhunderts auf militärische Weise hervor: Während des Comacchiokrieges 1708/09, der letzten militärischen Auseinandersetzung eines römisch-deutschen Kaisers und dem Papst (Clemens XI) beorderte Prinz Don Camillo Pamphili eine Delegation junger Montefortiner unter Beteiligung Giovanni Mele Carratellos zur Verteidigung des Prinzenpalastes nach Rom.

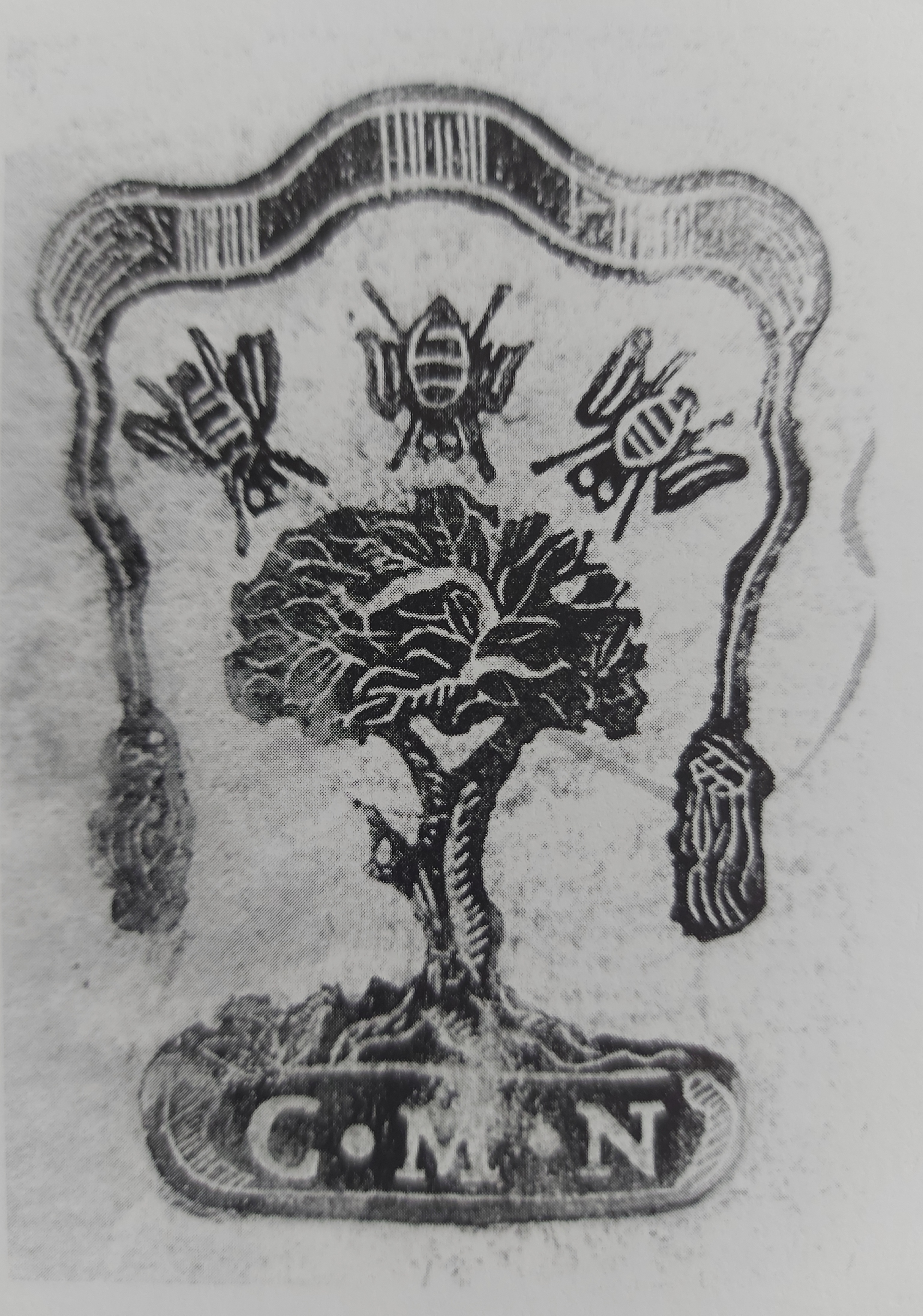
Siegel des Claudio Mele (1774)

Die kirchlichen sowie politischen Aktivitäten der Familie Mele in der Stadtverwaltung Montefortinos erstreckten sich noch bis in die napoleonische Zeit, zuletzt durch Claudio Mele († 1801), Finanzverwalter (Fiskal), Prior und Gemeindevorsteher des Prinzen Marcantonio Borghese (1730–1800). Auf Grund der politischen und finanziellen Macht Meles versuchten 1770 einige Bürger der Stadt, ihn durch ein Gerichtsverfahren mittels gefälschter Zeugenberichte aus dem Amt des Fiskals zu entfernen, da sie ihm vorwarfen, seine Ämter als Prior und Gemeindevorsteher zu Gunsten des Prinzen zu vernachlässigen. Jedoch konnte Mele die gefälschten Zeugenberichte entlarven und den Komplott gegen ihn dadurch verhindern. Sein Amt als Notar legte er dennoch 1781 nieder und widmete sich bis zu seinem Tode der Finanzverwaltung des Prinzen Borghese. Zwischen 1850 und 1870 kommt es zu einem strukturellen Wandel der Stadtverwaltung Montefortinos, weg von einem Governo pontificio und hin zu einer Commissione Municipale. Innerhalb der Stadtverwaltung werden die sogenannten Consiglieri (Stadträte) nun durch einen römischen Delegierten in Velletri ernannt. Claudio Meles Großneffe, der Kleriker Don Bernardino Mele wird am 10. April 1850 als einer der ersten Consiglieri Montefortinos ernannt. Die ehemaligen Besitztümer der Mele sind inzwischen durch vielfache Teilung und Vererbung seit dem 17. und 18. Jahrhundert verstreut.

## Trivia
Der Neffe des berühmten römischen Komponisten Gregorio Allegri (Miserere), Carlo Antonio Allegri (Organist und Musiker) gelang durch Heirat mit der Enkeltochter von Claudio Mele – Margherita Fonti – Mitte des 17. Jahrhunderts in den Besitz des Palazzo de Mellis. Margherita Fonti und ihr Bruder Cavaliere Giovanni Battista Fonti gehörten zu den wohlhabendsten Bewohnern Montefortinos, dank des Erbes ihrer Mutter Girolama Mele und ihres Vaters Dott. Antonio Fonti. Noch heute ist das Familienwappen der Fonti über dem Eingangsportal des Palazzos sichtbar. Carlo Antonio Allegris einzige Tochter Giovanna Allegri (*31.10.1659 in Rom) übernahm nicht nur den Palazzo ihrer Eltern sowie den geerbten Grundbesitz des Claudio Mele, ihr fiel auch das gesamte Vermögen ihres bereits 1652 verstorbenen Onkels Gregorio zu, der sein Erbe testamentarisch einzig den weiblichen Nachkommen seines Neffen Carlo Antonio vermachte. Am 9. Januar 1679 heiratete Giovanna Allegri den Notar Stefano Serangeli, dessen Namen der Palazzo bis heute trägt (Palazzo Serangeli).

## Namensträger
- Mastro Nicola de Mellis (* um 1400)
- Claudio Antonio de Mellis (⚭ 1582, † um 1610), Kanoniker und Ratsherr
- Giovanni Battista Mele det. Carratello (* um 1630)[3], Begründer des Zweig Caratelli
- Claudio Mele († 1801), Fiskal, Prior und Notar